# Austria's Next Topmodel (mùa 3)
Mùa thứ ba của chương trình truyền hình thực tế Austria's Next Topmodel được dựa trên America's Next Top Model của Tyra Banks. Một lần nữa, Lena Gercke là host của chương trình với dàn ban giám khảo mới là Elvyra Greyer & Atil Kotuglu.
Những thay đổi quan trọng đã được thực hiện trong quá trình: Tập đầu tiên là tập casting với tất cả chín bang của Liên bang Áo với bốn người đứng đầu mỗi tiểu bang sẽ có một vị trí trong tập đầu tiên. Ở đó bốn người đứng đầu lại thi đấu lại với sự yêu thích của mỗi tiểu bang khi đưa trực tiếp. Các cô gái còn lại vẫn còn có khả năng để được tham gia cuộc thi. Cuối cùng, năm cô gái đã được chọn, làm cho nó là top 14 trong tổng số. Một thay đổi khác là sẽ có 1 thử thách casting trong mỗi tập phim, nơi công việc thực tế sẽ diễn ra ở nước ngoài, tuy nhiên chỉ có người chiến thắng sẽ được phép đến đó. Điểm đến quốc tế duy nhất mà tất cả các thí sinh đi là New York.
Người chiến thắng là Lydia Obute, 17 tuổi từ Vienna. Cô giành được các phần thưởng là:
- 1 hợp đồng người mẫu cho Wiener Models
- Lên ảnh bìa tạp chí Woman
- Trở thành gương mặt mới cho Sportalm Kitzbühel & Oh! It's a feh!
- Được sải bước trên sàn diễn thời trang cho EMILcouture

## Các thí sinh
(Tuổi tính từ ngày dự thi)
| Thí sinh             | Tuổi | Chiều cao               | Quê quán      | Bị loại ở | Hạng                    |
| -------------------- | ---- | ----------------------- | ------------- | --------- | ----------------------- |
| Lisa Berghold        | 16   | 1,84 m (6 ft 1⁄2 in)    | Lower Austria | Tập 2     | 14 (dừng cuộc thi)      |
| Victoria Vogeler     | 26   | 1,75 m (5 ft 9 in)      | Salzburg      | Tập 2     | 13                      |
| Sarah Preiml         | 18   | 1,79 m (5 ft 10+1⁄2 in) | Carinthia     | Tập 3     | 12                      |
| Magalie Berghahn     | 20   | 1,79 m (5 ft 10+1⁄2 in) | Upper Austria | Tập 4     | 11 (Tước quyền thi đấu) |
| Nadine Oberleiter    | 23   | 1,75 m (5 ft 9 in)      | Vorarlberg    | Tập 4     | 10                      |
| Linda Linortner      | 25   | 1,73 m (5 ft 8 in)      | Styria        | Tập 5     | 9                       |
| Vanessa Lotz         | 24   | 1,78 m (5 ft 10 in)     | Vienna        | Tập 6     | 8–7                     |
| Valerie Heidenreich  | 18   | 1,82 m (5 ft 11+1⁄2 in) | Burgenland    | Tập 6     | 8–7                     |
| Nicole Gerzabek      | 22   | 1,75 m (5 ft 9 in)      | Styria        | Tập 8     | 6                       |
| Julia Trummer        | 21   | 1,80 m (5 ft 11 in)     | Styria        | Tập 9     | 5                       |
| Darija Gavric        | 22   | 1,80 m (5 ft 11 in)     | Vienna        | Tập 10    | 4                       |
| Romana Gruber        | 23   | 1,82 m (5 ft 11+1⁄2 in) | Tyrol         | Tập 10    | 3                       |
| Katharina Theuermann | 16   | 1,83 m (6 ft 0 in)      | Carinthia     | Tập 10    | 2                       |
| Lydia Obute          | 17   | 1,75 m (5 ft 9 in)      | Vienna        | Tập 10    | 1                       |

## Thứ tự gọi tên
| 1  | Magalie   | Vanessa   | Romana    | Lydia     | Darija    | Nicole    | Katharina    | Lydia     | Darija    | Katharina | Lydia     | Lydia     |  |
| 2  | Nadine    | Lydia     | Darija    | Vanessa   | Lydia     | Katharina | Nicole       | Katharina | Lydia     | Lydia     | Katharina | Katharina |  |
| 3  | Romana    | Darija    | Lydia     | Valerie   | Katharina | Lydia     | Lydia        | Romana    | Katharina | Romana    | Romana    |           |  |
| 4  | Victoria  | Katharina | Vanessa   | Romana    | Romana    | Romana    | Darija       | Julia     | Romana    | Darija    |           |           |  |
| 5  | Lydia     | Linda     | Nicole    | Darija    | Nicole    | Darija    | Julia Romana | Darija    | Julia     |           |           |           |  |
| 6  | Lisa      | Nicole    | Nadine    | Katharina | Julia     | Julia     | Julia Romana | Nicole    |           |           |           |           |  |
| 7  | Sarah     | Sarah     | Katharina | Julia     | Vanessa   | Valerie   |              |           |           |           |           |           |  |
| 8  | Julia     | Nadine    | Julia     | Linda     | Valerie   | Vanessa   |              |           |           |           |           |           |  |
| 9  | Valerie   | Romana    | Linda     | Nicole    | Linda     |           |              |           |           |           |           |           |  |
| 10 | Linda     | Julia     | Magalie   | Nadine    |           |           |              |           |           |           |           |           |  |
| 11 | Katharina | Magalie   | Valerie   | Magalie   |           |           |              |           |           |           |           |           |  |
| 12 | Vanessa   | Valerie   | Sarah     |           |           |           |              |           |           |           |           |           |  |
| 13 | Nicole    | Victoria  |           |           |           |           |              |           |           |           |           |           |  |
| 14 | Darija    | Lisa      |           |           |           |           |              |           |           |           |           |           |  |

     Thí sinh được miễn loại
     Thí sinh bị loại
     Thí sinh bị tước quyền thi đấu
     Thí sinh dừng cuộc thi
     Thí sinh không bị loại khi rơi vào cuối bảng
     Thí sinh chiến thắng cuộc thi

### Buổi chụp hình
- Tập 2: Khỏa thân với 2 phụ kiện của Philipp Plein
- Tập 3: Tạo dáng trên xe địa hình 4 bánh
- Tập 4: Điên cuồng với sâmpanh khắp người
- Tập 5: Kẻ trộm trang sức trên không
- Tập 6: Quyến rũ trong đồ lót trên những người mẫu nam; Những cô gái táo bạo
- Tập 7: Hóa thân thành Romy Schneider
- Tập 8: Quý cô cổ điển với chim chi cắt
- Tập 9: Ảnh bìa tạp chí Woman
- Tập 10: Đá lửa

## Vụ tước quyền thi đấu
Trong mùa ba, thí sinh Magalie Berghahn đã bị loại khỏi chương trình do những ý kiến phân biệt chủng tộc trong một cuộc điện thoại với bạn trai. Cô đã đề cập đến đối thủ cạnh tranh Lydia Nnenna Obute là "neger oide" (nghĩa đen là "người phụ nữ da đen") và Vanessa Lotz là "Deitsche" (tiếng lóng của "người phụ nữ người Đức"). Cả Obute và Lotz đã thắng thử thách casting trong tập đó. Cuộc hội thoại được thu băng và phát sóng đầy đủ trong suốt chương trình. Cô đã phải đối mặt với người dẫn chương trình Lena Gercke bằng tài liệu video trước hai cô gái kia. Gercke sau đó nói với cô rằng cô đã bị tước quyền thi đấu khỏi chương trình vì cuộc thi không có chỗ cho ý tưởng phân biệt chủng tộc và suy nghĩ. Puls 4 sau đó đã bị buộc tội vì mục đích quảng cáo từ những nhận xét của Berghahns đã đưa ra trong bản xem trước cho tập đó và không bị kiểm duyệt khi tập đó được phát sóng. Berghahn đã không được mời tham dự buổi trình diễn cuối cùng trong đêm chung kết. Sau đó cô ấy nói rằng vụ việc trên đã hủy hoại cuộc đời của cô.